# Słowjanoserbśk
Słowjanoserbśk (ukr. Слов'яносербськ, do 1784 Pidhirne, do 1817 Donećke, do 1933 Słowjanoserbśke) – osiedle typu miejskiego w obwodzie ługańskim na Ukrainie, siedziba władz rejonu słowjanoserbskiego.

## Historia
Miejscowość została założona w roku 1753, leży na prawym brzegu Dońca.
W 1939 roku zaczęto wydawać gazetę.
W 1966 r. liczyła 5200 mieszkańców.
W 1989 liczyło 8722 mieszkańców.
W 2013 liczyło 8086 mieszkańców.
Od rozpoczęcia konfliktu w Donbasie w 2014 miasto jest pod kontrolą Ługańskiej Republiki Ludowej.